# 킹 (영화)
킹(Baadshah, King)은 인도에서 제작된 마스탄 엘리바이 버마월라 감독의 1999년 액션, 코미디, 뮤지컬 영화이다. 라크히 굴자 등이 주연으로 출연하였다.

## 출연

### 주연
- 라크히 굴자
- 샤룩 칸
- 트윈클 칸나
- 암리쉬 푸리

### 조연
- 자니 레버
- 프렘 초프라
- 디팍 티조리
- 샤랫 사세나